# Márcio Pereira Monteiro
Márcio Pereira Monteiro, detto Pereira (Belo Horizonte, 8 febbraio 1962), è un ex calciatore brasiliano, di ruolo portiere.

## Caratteristiche tecniche
Giocava come portiere, e grazie alla sua abilità spesso sopravanzò nelle gerarchie interne dell'Atlético Mineiro João Leite.

## Carriera

### Club
Cresciuto nelle giovanili dell'Atlético-MG, vinse tre campionati statali, giocando da titolare il biennio 1986-1987. Successivamente si trasferì dapprima al Coritiba e poi al Cruzeiro, in cui giocò diverse partite di campionato e alcune di coppa.

### Nazionale
Con la Nazionale di calcio del Brasile ha giocato il campionato del mondo Under-20 1981, vincendo poi i X Giochi panamericani tenutisi ad Indianapolis nel 1987 come portiere di riserva.

## Palmarès

### Club

#### Competizioni nazionali
- Campionato Mineiro: 4

Atlético-MG: 1981, 1983, 1985, 1986

### Nazionale
- Giochi panamericani: 1

Indianapolis 1987